# Abbaye de Berdoues
L'abbaye de Berdoues est une ancienne abbaye cistercienne, aujourd’hui partiellement ruinée, située dans la commune du même nom, dans le Gers, au sud de Mirande.

## Histoire

### Fondation
Vers l'an 1135 de notre ère, 12 moines venus de l'abbaye de Morimond sous la conduite de l'abbé Aubert, fondent l'abbaye de Berdoues, sur une terre concédée par le comte Bernard d'Astarac. Celle-ci prospère rapidement, recevant des seigneurs et paysans de la contrée un grand nombre de terres. Vers 1281, la bastide de Lézian (future Mirande) est fondée par Pierre de Lamaguère, moine de Berdoues et Centulle III comte d'Astarac.

### Cartulaire
L'abbaye est particulièrement connue pour son cartulaire datant de 1175.

## Architecture et description
L'abbaye de Berdoues est fermée et partiellement détruite en 1791. Lors de la guerre 1940-1945 une partie des colonnes de l'abbaye est vendue par l'antiquaire parisien Paul Gouvert au maréchal Hermann Göring qui souhaitait les transporter dans sa propriété en Allemagne.
Il ne subsiste que les restes d'un bâtiment édifié au XVIIIe siècle dont la chapelle et l'escalier sont inscrits au titre des monuments historique par arrêté du 8 mai 1933.

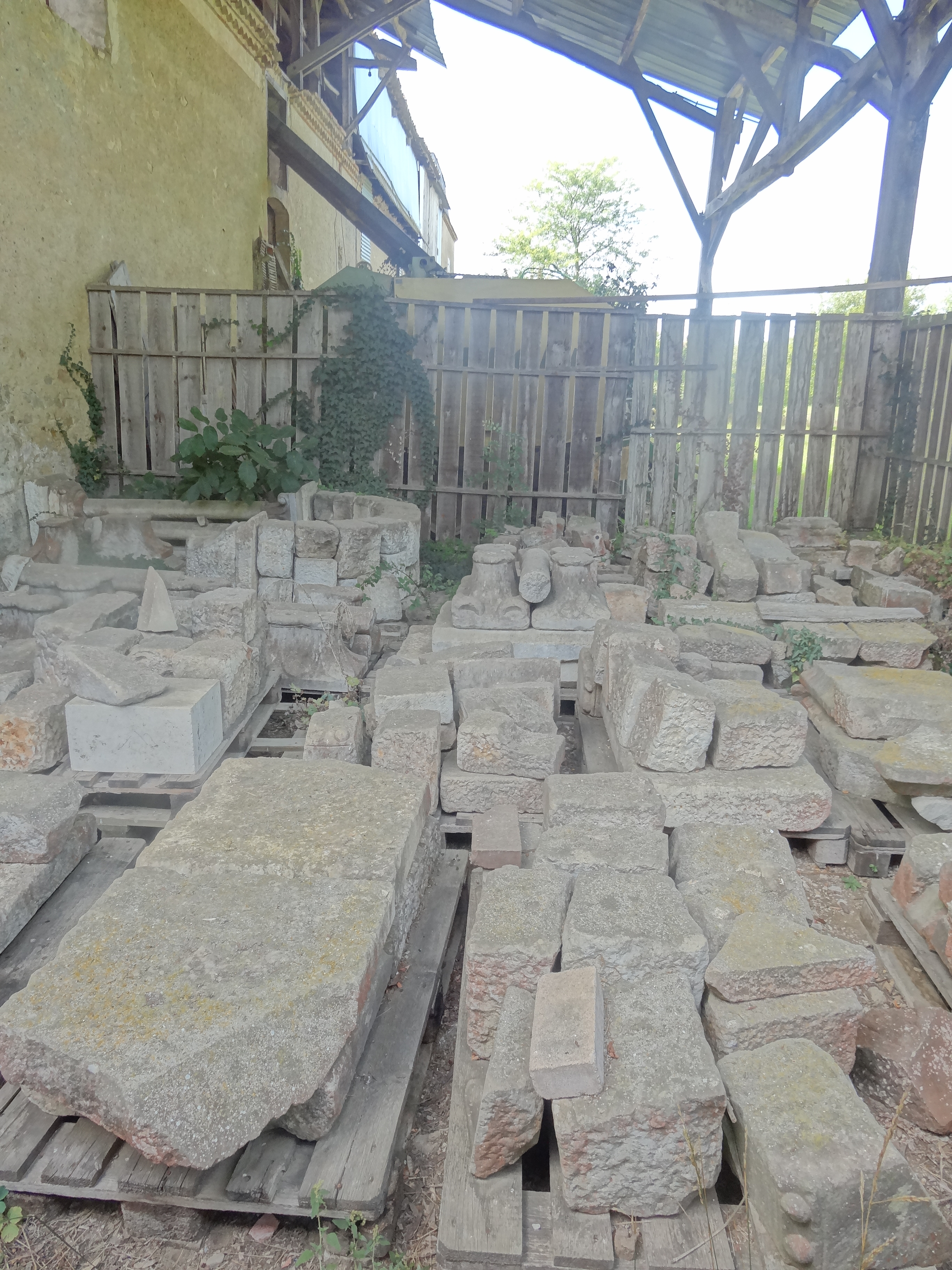
Restes du cloître.
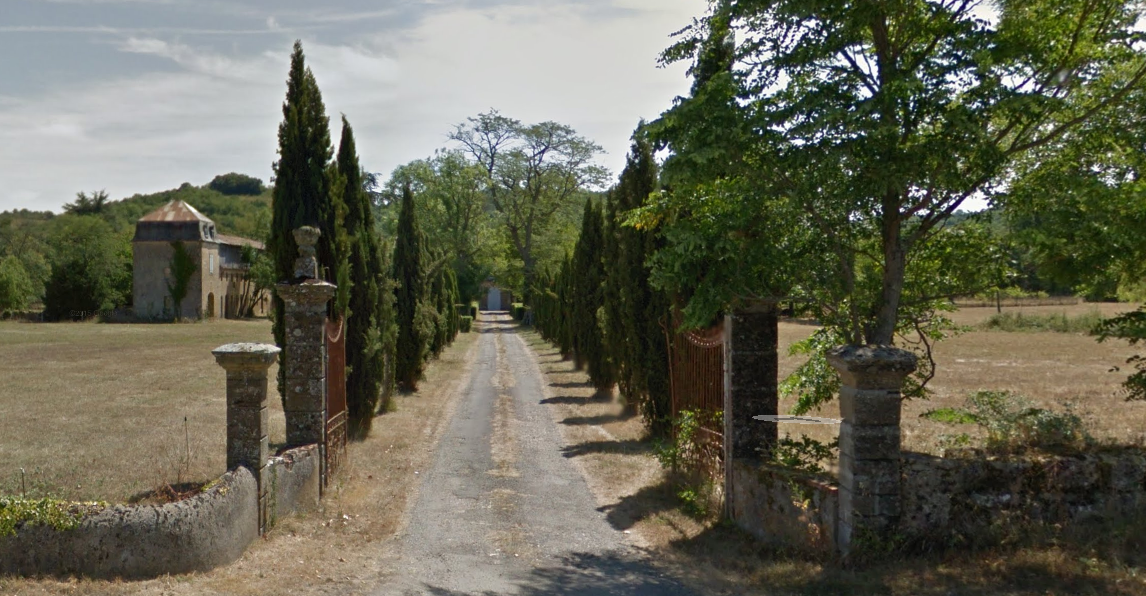
L'entrée de l’abbaye.
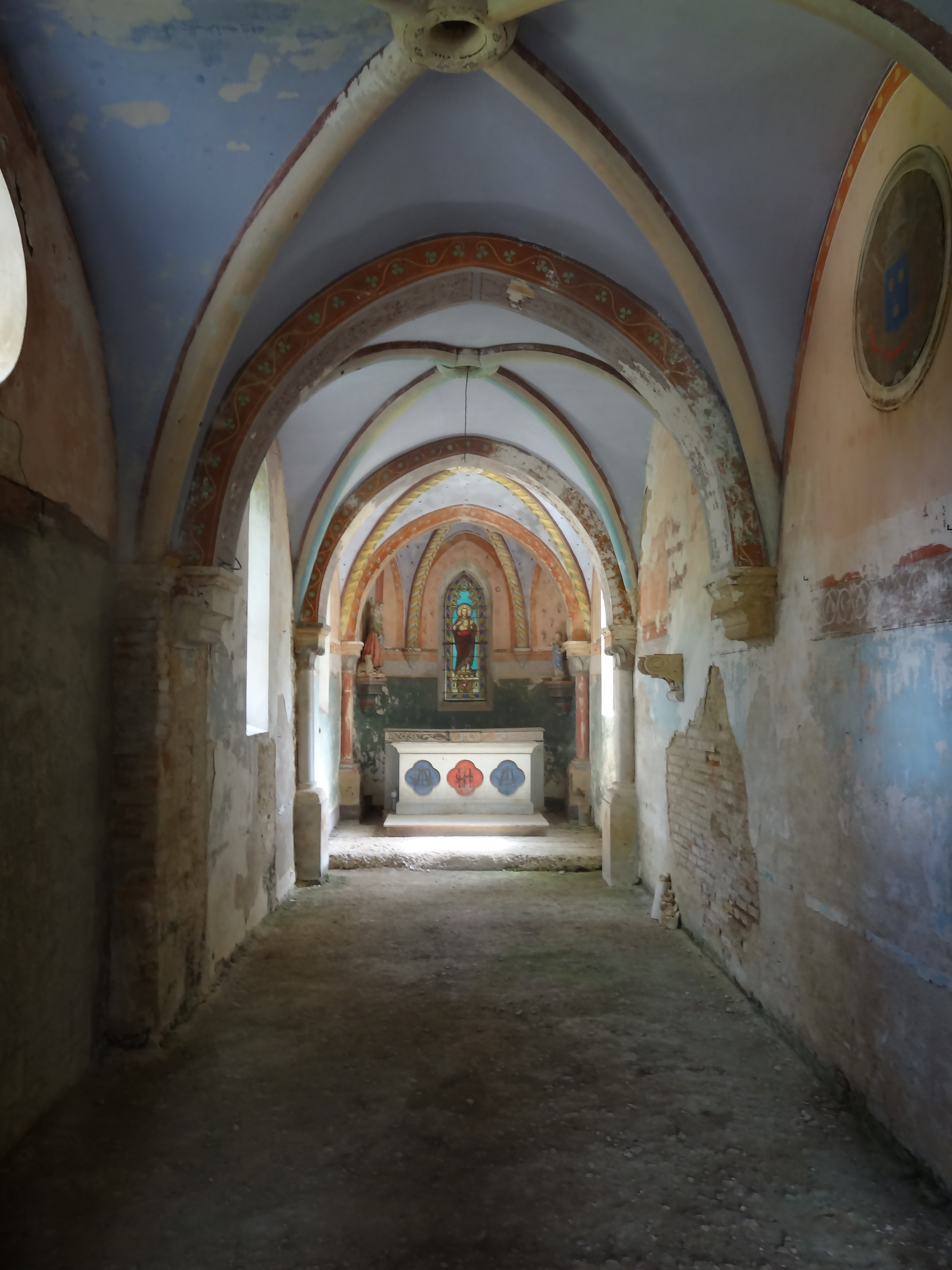
Chapelle à l’emplacement de l’ancien cloître.
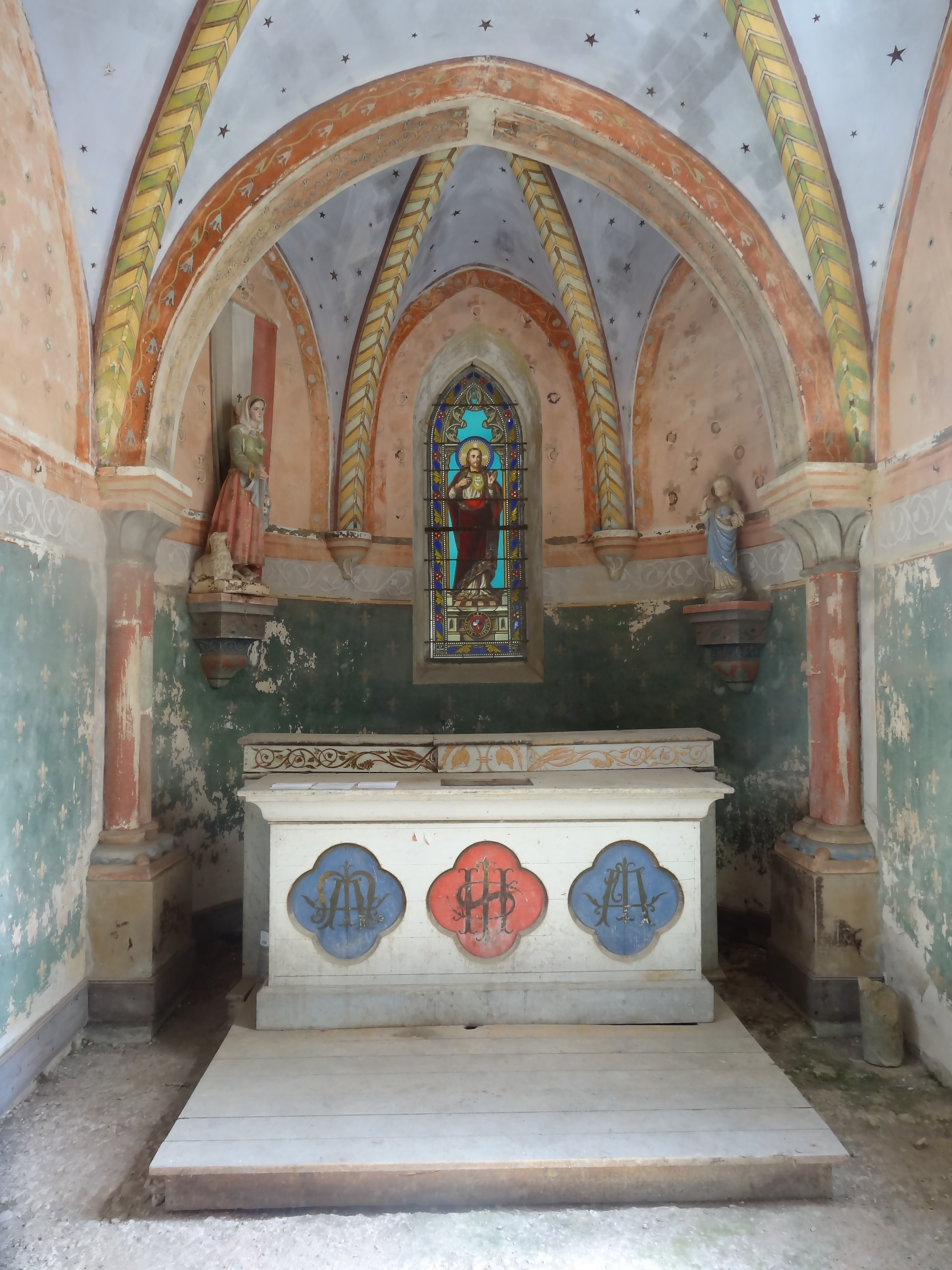
Autel de la chapelle.
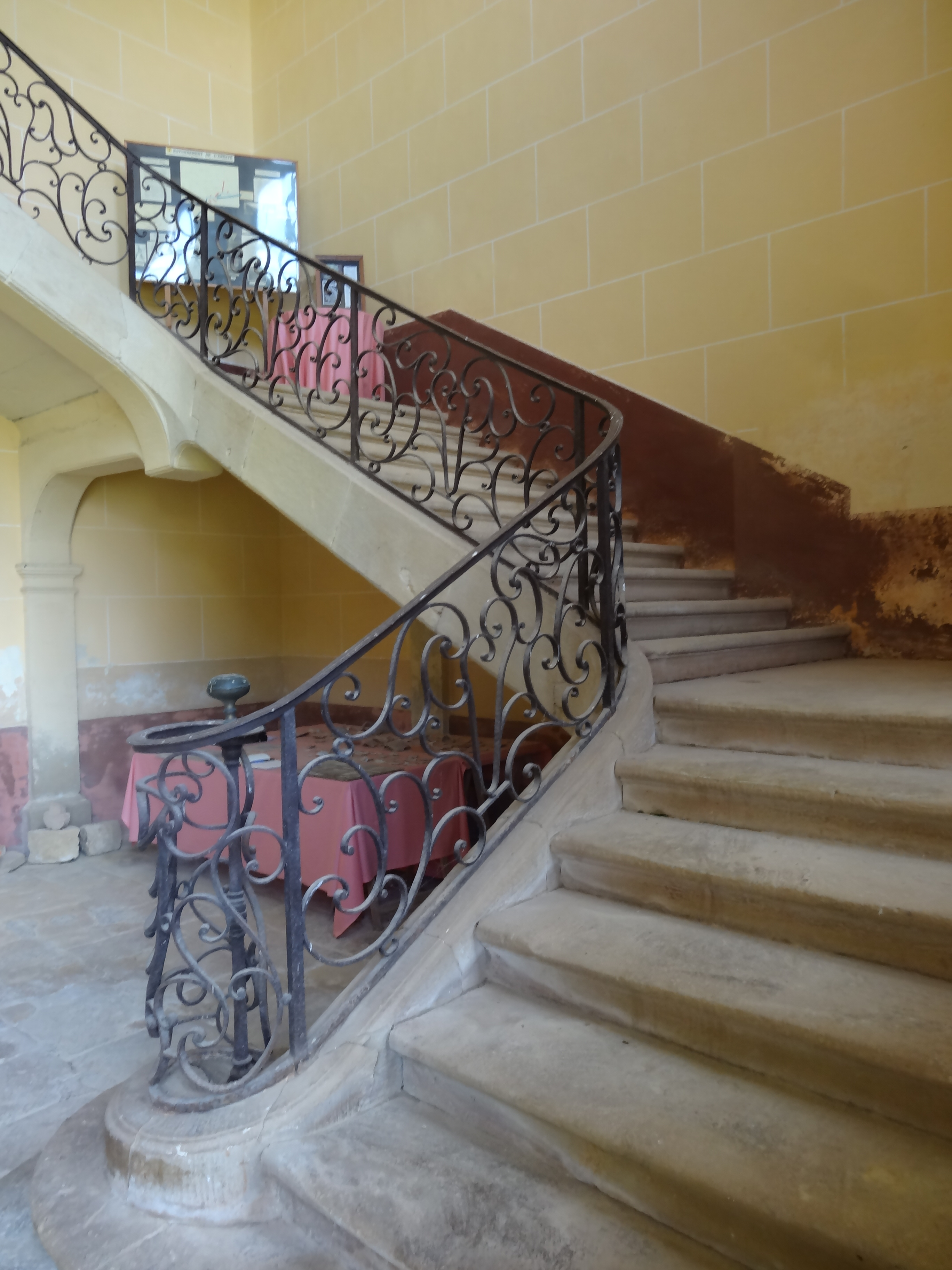
L'escalier principal.
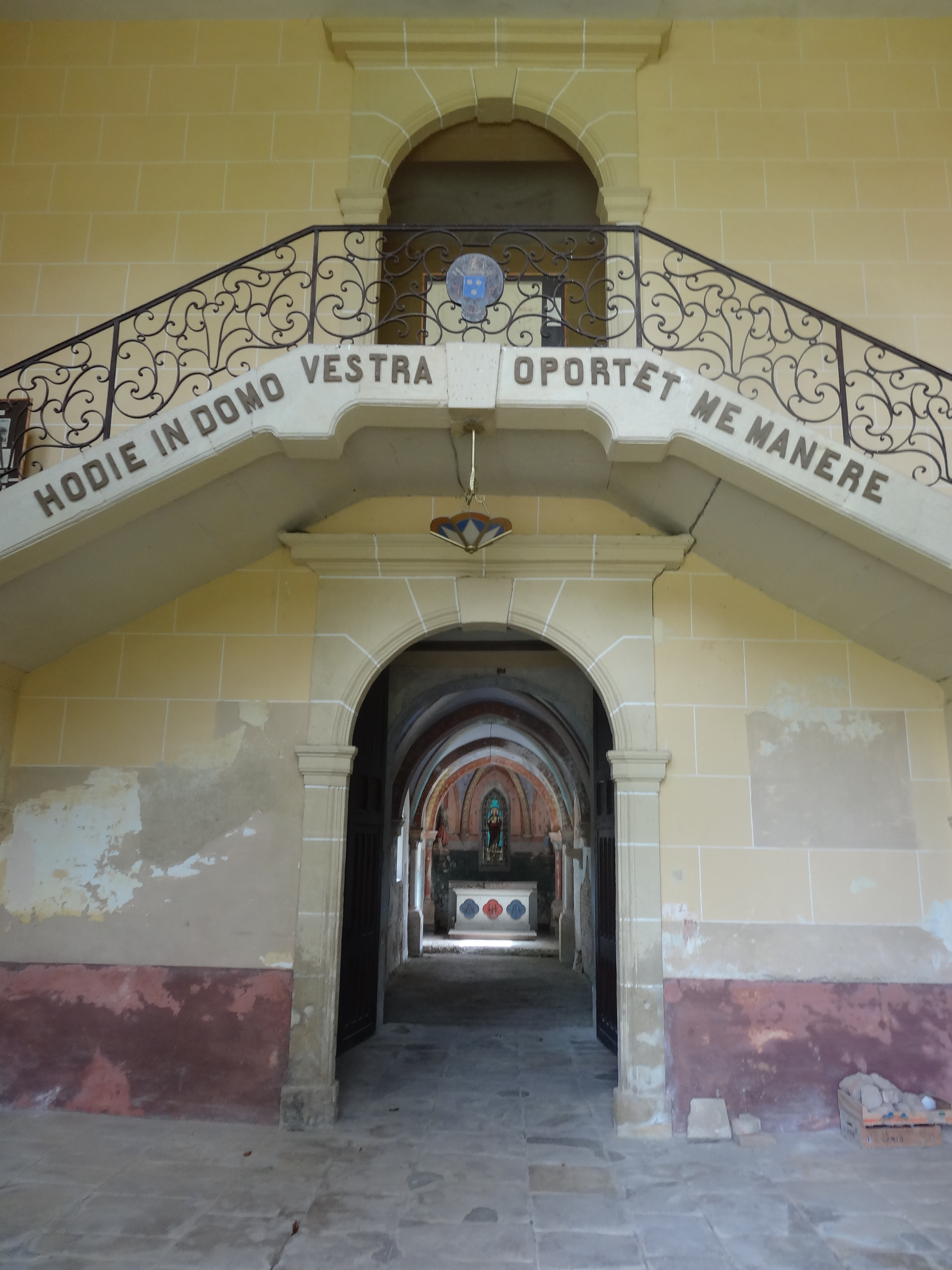
Haut de l’escalier.
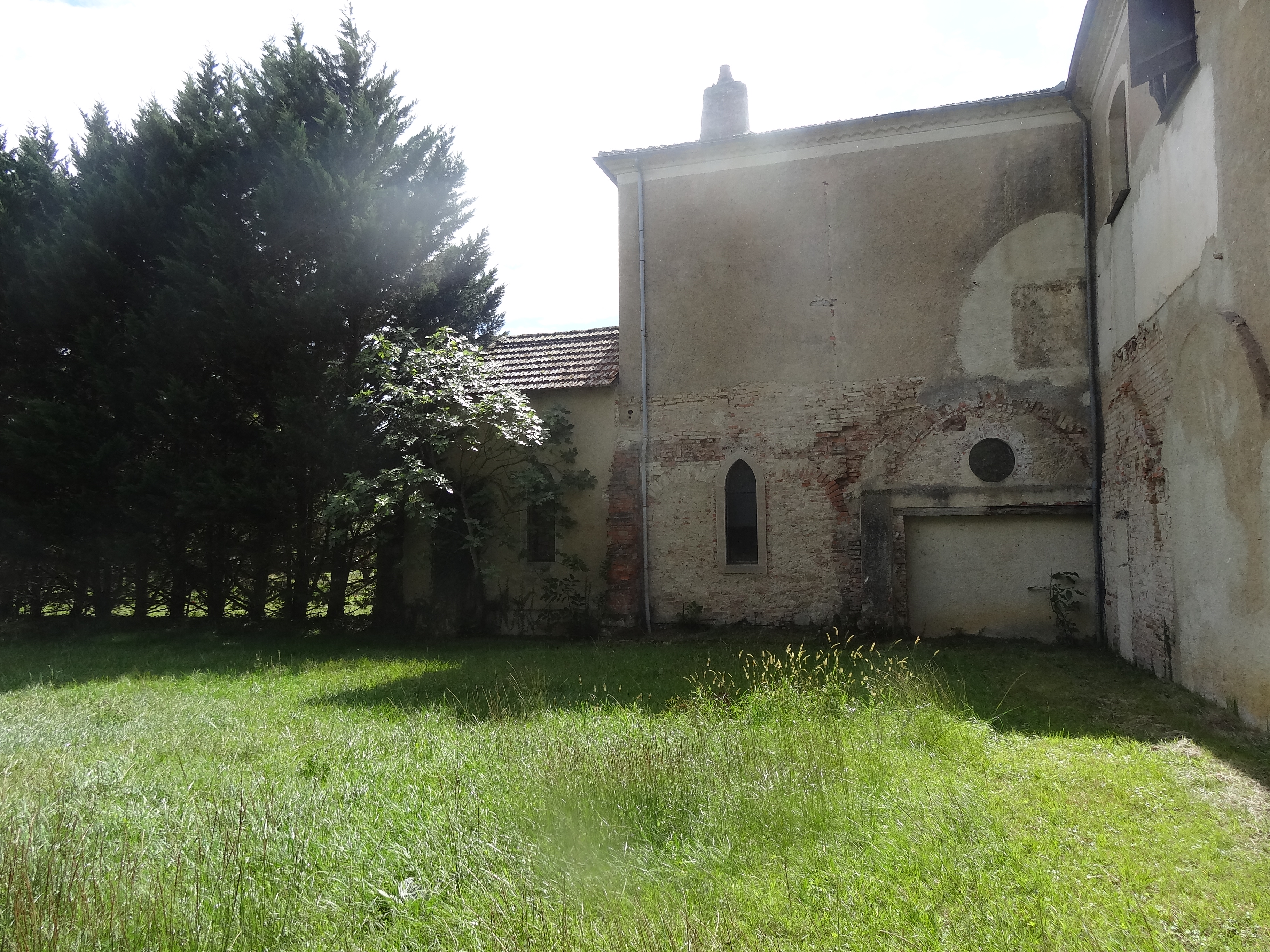
Emplacement de l'ancien cloître.
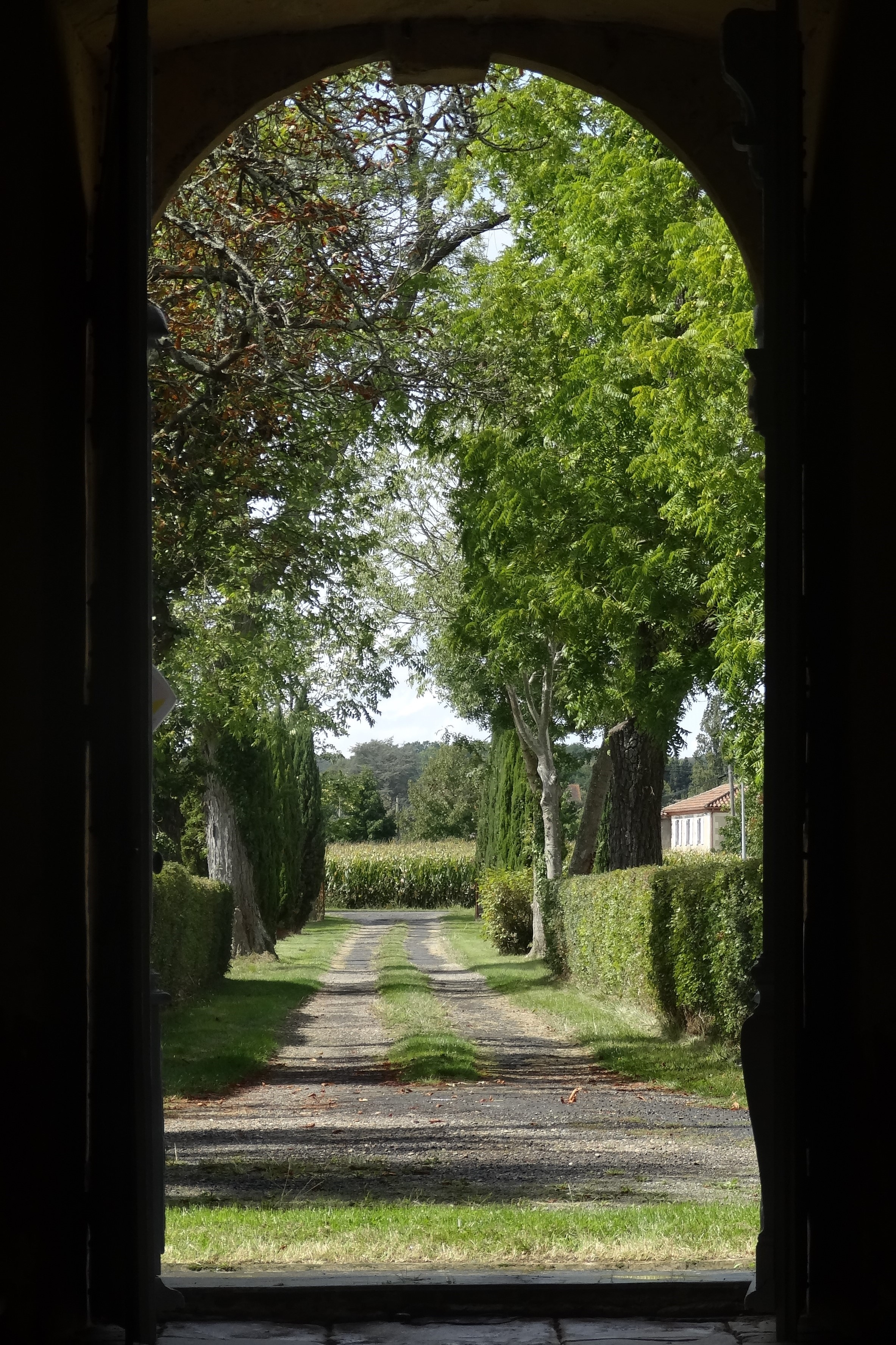
Allée principale vue depuis l'abbaye.
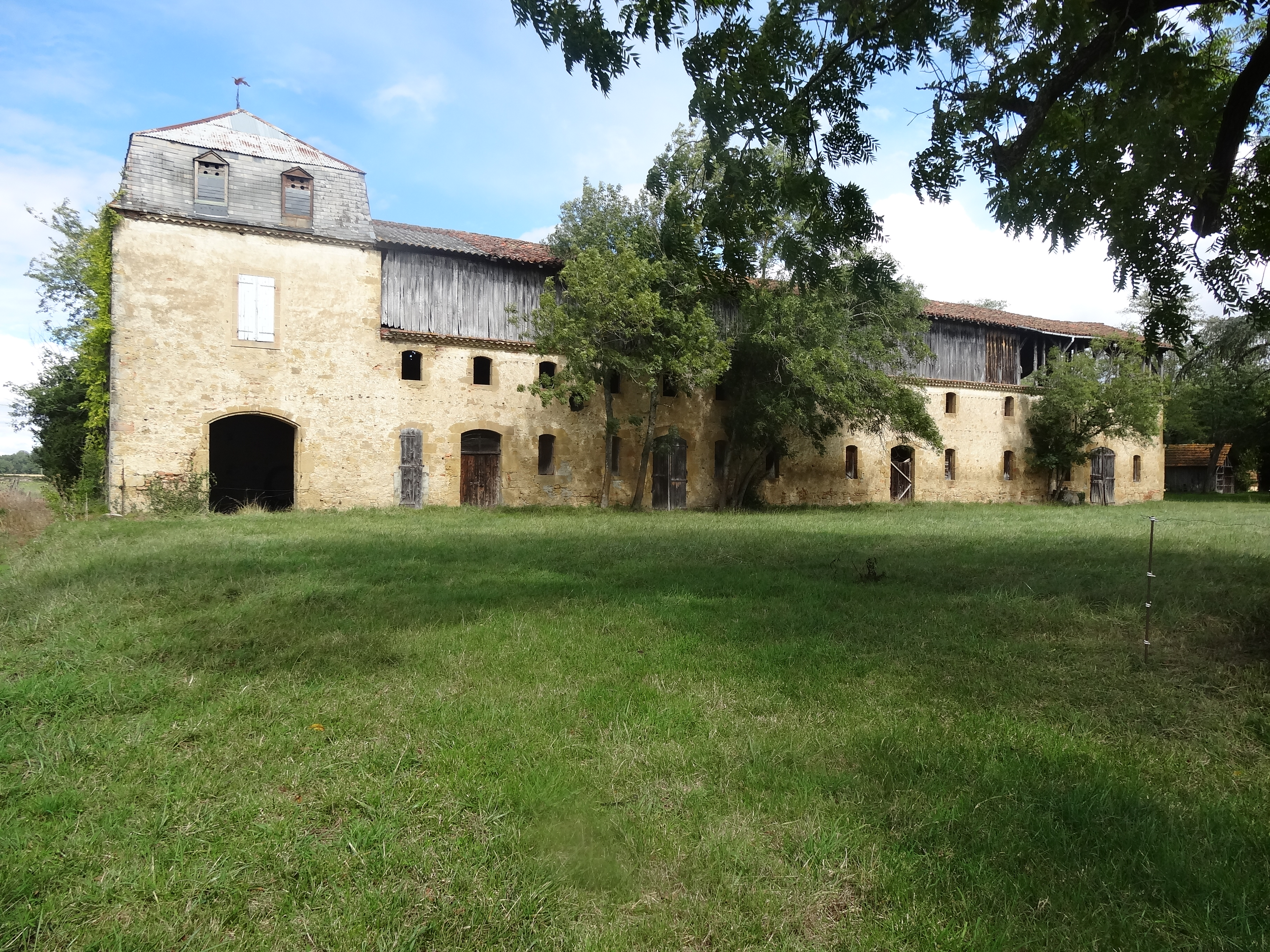
Granges de l'abbaye.

## Filiation et dépendances
Berdoues est fille de l'abbaye de Morimond et possède de nombreuses dépendances. En effet chaque fois que des terres culivables étaient regroupées en nombre suffisamment important (10 ha environ) l'abbaye installa un centre d'exploitation agricole appelé "Grange". Ainsi se formèrent les granges de Taran (1175), de Saint-Michel, d'Augas à Saint-Médard, de Darré à Berdoues, de Fonfroide à Montesquiou, de Cuélas, de Saint-Elix, d'Esparsac aux portes d'Auch, d'Aujan, de Meilhan, de Lézian (le futur Mirande) et la Grange d'Artigues sur la rive droite de la Baïse.